# 千葉工業大学工学部
千葉工業大学工学部（ちばこうぎょうだいがくこうがくぶ）は、千葉工業大学に設置されている工学部。

## 概要
千葉工業大学工学部は、社会ならびに産業界の工学分野およびその学際領域において，建学の精神である世界文化に技術で貢献する人材の育成を目指している。
千葉工業大学工学部は、機械工学科、機械電子創成工学科、先端材料工学科、電気電子工学科、情報通信システム工学科、応用化学科の6学科で構成されている。

## 沿革
- 1942年 - 興亞工業大學の開校式を実施。 航空工学科、冶金学科、機械学科でスタート。

- 1944年 - 日本冶金川崎製造所内に工学部（本科）を開設。
- 1946年、学校名を「千葉工業大学」に改称。

- 1988年 - 工学部第一部情報工学科、工業デザイン学科を新設。

- 1990年 - 第2部電子工学科・情報工学科・建築学科を増設。大学院工学研究科博士課程（土木工学専攻）修士課程（精密機械工学専攻）を増設。

- 1991年 - 第1部既設学科（金属工学科を除く）の定員を増加。大学院工学研究科博士課程（機械工学専攻・電気・電子工学専攻）を増設。

- 1992年 - 第1部既設学科（金属工学科を除く）の定員を増加。大学院工学研究科博士課程（機械工学専攻・電気・電子工学専攻）を増設。

- 1994年 - 大学院工学研究科博士課程（情報工学専攻・工業デザイン学専攻）を増設。

- 1995年 - 大学院工学研究科修士課程（経営工学専攻）を増設。

- 1999年 - 大学院工学研究科博士課程（金属工学専攻・工業化学専攻）。修士課程（機械工学専攻・電気工学専攻・電子工学専攻・建築学専攻）を増設。

- 2001年 - 工学部を改組し、情報科学部・社会システム科学部を新設して3学部制に移行。

- 2003年 - 工学部9学科を5学科に改変してフレックス制を導入。（機械サイエンス学科・電気電子情報工学科・生命環境科学科・建築都市環境学科・デザイン科学科の5学科）。

- 2006年 - 工学部に未来ロボディクス学科を新設。

- 2016年 - 工学部を工学部・創造工学部・先進工学部の3学部に改組。工学部は機械工学科･機械電子創成工学科・先端材料工学科・電気電子工学科・情報通信システム工学科・応用化学科の6学科に。

- 2020年 - 大学院工学研究科を改組し、工学研究科を機械工学専攻・機械電子創成工学専攻・先端材料工学専攻・電気電子工学専攻・情報通信システム工学専攻・応用化学専攻の6専攻に。

- 2025年 - 機械電子創成工学科を改組し、宇宙・半導体工学科を創設予定。

## 組織
学部・学科
- 工学部
  - 機械工学科
  - 宇宙・半導体工学科
  - 先端材料工学科
  - 電気電子工学科
  - 情報通信システム工学科
  - 応用化学科

## 関連組織
- 千葉工業大学工学研究所

- 未来ロボット技術研究センター

- 惑星探査研究センター

- 人工知能ソフトウェア技術研究センター

- 次世代海洋資源研究センター
- 地球学研究センター

## 交通アクセス
新習志野キャンパス（大学1年・2年）
津田沼キャンパス（大学3年・4年）